# Hannes Lichte
Hannes Lichte (* 23. Oktober 1944 in Braunschweig) ist ein deutscher Physiker, der sich mit Elektronenoptik befasst.

## Leben
Lichte studierte Physik an der Universität Kiel und der Universität Tübingen, wo er 1977 bei Gottfried Möllenstedt mit der Arbeit Ein Auflicht-Interferenzmikroskop für Elektronenwellen promoviert wurde. An dem Interferenzmikroskop arbeitete er dort schon ab 1970 im Rahmen seiner Diplom- und Doktorarbeit. Er war anschließend als wissenschaftlicher Mitarbeiter sowie von 1983 bis 1989 als akademischer Rat am Institut für Angewandte Physik in Tübingen tätig. Hier folgte 1987 seine Habilitation.
Im Jahr 1989 wurde Lichte in Tübingen Professor für Angewandte Physik und folgte 1994 einem Ruf an die Professur für Physikalische Messtechnik am Institut für Angewandte Physik und Didaktik der Physik der Technischen Universität Dresden. Er baute dort das Triebenberg-Labor für höchstauflösende Elektronenmikroskopie und Elektronenholographie auf.

## Wirken
Lichte entwickelte bei Möllenstedt die Elektronenholographie in Transmissionselektronenmikroskopen. Die Entwicklung eines elektronenmikroskopischen Interferenzmikroskops von Lichte benutzte das Prinzip eines Michelson-Interferometers und beruhte auf dem 1954 von Möllenstedt und Heinrich Düker entwickelten elektronenoptischen Biprisma und konnte Oberflächenunebenheiten bis zu 0,1 Nanometer sichtbar machen und Potentialunterschiede bis in eine Größenordnung von weniger als 1 mV ausmessen. Vorher waren die Elektronenmikroskope den Lichtmikroskopen in der Tiefenauflösung deutlich unterlegen. 1986 gelang ihm in der Silvesternacht die Aufnahme des ersten Elektronenhologramms mit atomarer Auflösung.
Er erhielt 1977 den Helmholtz-Preis, 1987 die Carus-Medaille und den Körber-Preis für die Europäische Wissenschaft (mit Möllenstedt, Karl-Heinz Herrmann, Friedrich Lenz) und 1989 den Ernst-Ruska-Preis. Er ist Mitglied der Leopoldina. Im Jahr 2012 wurde er zum Ehrenmitglied der Deutschen Gesellschaft für Elektronenmikroskopie ernannt.

## Schriften
- mit Michael Lehmann: Electron holography – basics and applications, Reports on Progress in Physics, Band 71, 2008, Nr. 1.
- mit Heinz Niedrig: Materiewellen, Elektronenoptik, in Bergmann, Schaefer Lehrbuch der Experimentalphysik, Band 3 (Optik), 9. Auflage, De Gruyter 1993.
- Ein Elektronen-Auflicht-Interferenzmikroskop zur Präzisionsmessung von Unebenheiten und Potentialunterschieden auf Oberflächen, PTB-Mitteilungen, Band 89, 1979, S. 229
- mit D. Wolf, A. Lubk, H. Friedrich: Towards automated electron holographic tomography for 3D mapping of electrostatic potentials, Ultramicroscopy, Band 110, 2010, S. 390–399,  PMID 20106597
- mit D. Wolf, A. Lubk, F. Röder: Electron holographic tomography, Current Opinion in Solid State and Materials Science, Band 17, 2013, S. 126–134